# В Питер за сарафаном
 В Питер за сарафаном  — рассказ русского советского писателя Фёдора Абрамова в жанре «деревенской прозы», опубликованный в первом номере журнала «Звезда» за 1961 год..
В следующем году рассказ вместе с повестью «Безотцовщина» вышел в издательстве «Советский писатель», и впоследствии многократно переиздавался, в составе сборников: Последняя охота (1973), Деревянные кони (1978), Пролетали лебеди (1979), Жарким летом (1984) и др.
В феврале 2020 года выпущен отдельной книгой в качестве подарочного литературно-художественного издания к 100-летнему юбилею писателя. Помимо самого произведения, книга содержит историю о прототипах героев рассказа, комментарии, иллюстрации и краткую биографическую справку об авторе.
Рассказ переведён на иностранные языки:  словацкий,  украинский, английский и немецкий.

## Сюжет
Рассказ описывает действительный случай с крестьянкой деревни Ва́ймуша. Героиня рассказа совсем юной девушкой решает идти пешком в Питер на заработки, чтобы добыть себе чудесный «питерский» сарафан, который бы сразил всех местных ребят на гулянье.

## История
На рубеже 1950 — 1960-х гг. Фёдор Абрамов задумал написать роман о Гражданской войне на Пинеге. В поисках материала, он побывал на местах сражений, беседовал со старожилами, встречался с очевидцами и участниками тех событий. В июле 1960 г. он  остановился в Ваймуше, в доме бывшего участника Гражданской войны, для того чтобы записать его воспоминания. Информант неохотно делился воспоминаниями. Со временем писатель и сам пришёл к выводу, что Гражданская война – сумасшествие нации: «…это же самоистребление. Убийство лучших, наиболее ярких людей с той и с другой стороны. И это на протяжении 8 лет» – записал он в дневнике 8.01.1967 г.
На встрече присутствовала восьмидесятитрёхлетняя крестьянка, рассказ которой о пешем путешествии в столицу Российской империи в молодые годы за сарафаном заинтриговал писателя. По итогам встречи «решил: сделать книгу — рассказы русских людей (по преимуществу женщин) о своей жизни. Без всяких прикрас, без всяких авторских комментариев. Только голоса из народа. Но так, чтобы все стороны человеческой жизни, вся история страны, вся неписаная народная философия встала» — о такой направленности авторской мысли свидетельствует запись писателя в дневнике 20 сентября 1975 г. Полностью замысел писатель осуществить не успел. Помимо «В Питер за сарафаном» в таком ключе были написаны «Материнское сердце», «Пролетали лебеди», «Валенки», «Золотые руки», «Самая счастливая» и другие рассказы, в том числе миниатюры-монологи из цикла «Трава-мурава».

## Прототипы
Прототипами рассказа послужили жители деревни Ваймуша, Пинежского района Архангельской области.

## Основные персонажи
- Мо́лодец из Ленинграда, альтер эго писателя;
- Павел Антонович, герой Гражданской войны;
- Марья Петровна , его жена;
- Филиппьевна , рассказчица, ходившая по молодости пешком в Питер за полторы тысячи вёрст.

## Отзывы
Вдова писателя, литературовед  Л. В. Крутикова-Абрамова отмечает в послесловии к собранию сочинений Фёдора Абрамова: «В Питер за сарафаном (1961) — один из первых рассказов писателя. Поначалу он может восприниматься как бесхитростное повествование о хождении юной пинежанки в далёкую даль, за полторы тысячи вёрст. А для Фёдора Абрамова это было начало житийной летописи Русского Севера, который не только хранил в памяти древние сказания, предания, былины, но и продолжал приумножать их словом, деянием, поступком, на глазах современников, в буквальном смысле превращавшихся в сказку, легенду.
Такой сказкой-легендой предстаёт и рассказ ветхозаветной старушонки Филиппьевны, и весь её облик, напоминающий, по словам автора, старинные сказки, с добрыми и благочестивыми бабушками-задворенками.
С какой любовью воссоздаёт Фёдор Абрамов неторопливую речь Филиппьевны, её словесное кружево, то краснословье, которое всегда восхищало его в северной гово́ре!
Именно в исповедальности, монологичности, абрамовских рассказов, в его умении запечатлеть колоритную речь персонажей, через слово героя раскрыть характер, строй мыслей и чувств — в этом и есть главное достоинство Абрамова-художника, обогатившего литературу словом народным».

## Экранизации / постановки
- Постановка на Советском радио в исполнении  Алексея Покровского (1970 год).[18].

- В 2013 году в Краснодарском "Одном театре" прошёл моноспектакль Аллы Мосоловой по одноименному рассказу Фёдора Абрамова "В Питер за сарафаном".[19].

- В 2016 году театр «Жили-Были» поставил на сцене Кулотинского ГДК.[20].

- Рассказ послужил литературной основой спектакля «Сарафан», поставленного в 2020 году петербуржским режиссёром Марией Критской на базе Архангельского театра драмы имени М. В. Ломоносова.[21].